# Linzor
Linzor es un estratovolcán en el límite entre Bolivia y Chile. Tiene 5680 m de altitud. Se ubica al noroeste de la Laguna Colorada de la Reserva Nacional de Fauna Andina Eduardo Abaroa en Bolivia y al este del Cerro del León en Chile. 
También se puede referir al poblado homónimo ubicado en la alta puna y faldeos de los volcanes Linzor y Toconce, en la II Región de Antofagasta en Chile. En ese lugar fue descubierta la única cantera de basalto con que los habitantes de la región en el periodo formativo temprano elaboraron piezas bifaciales grandes como puntas de dardo o lanzas.

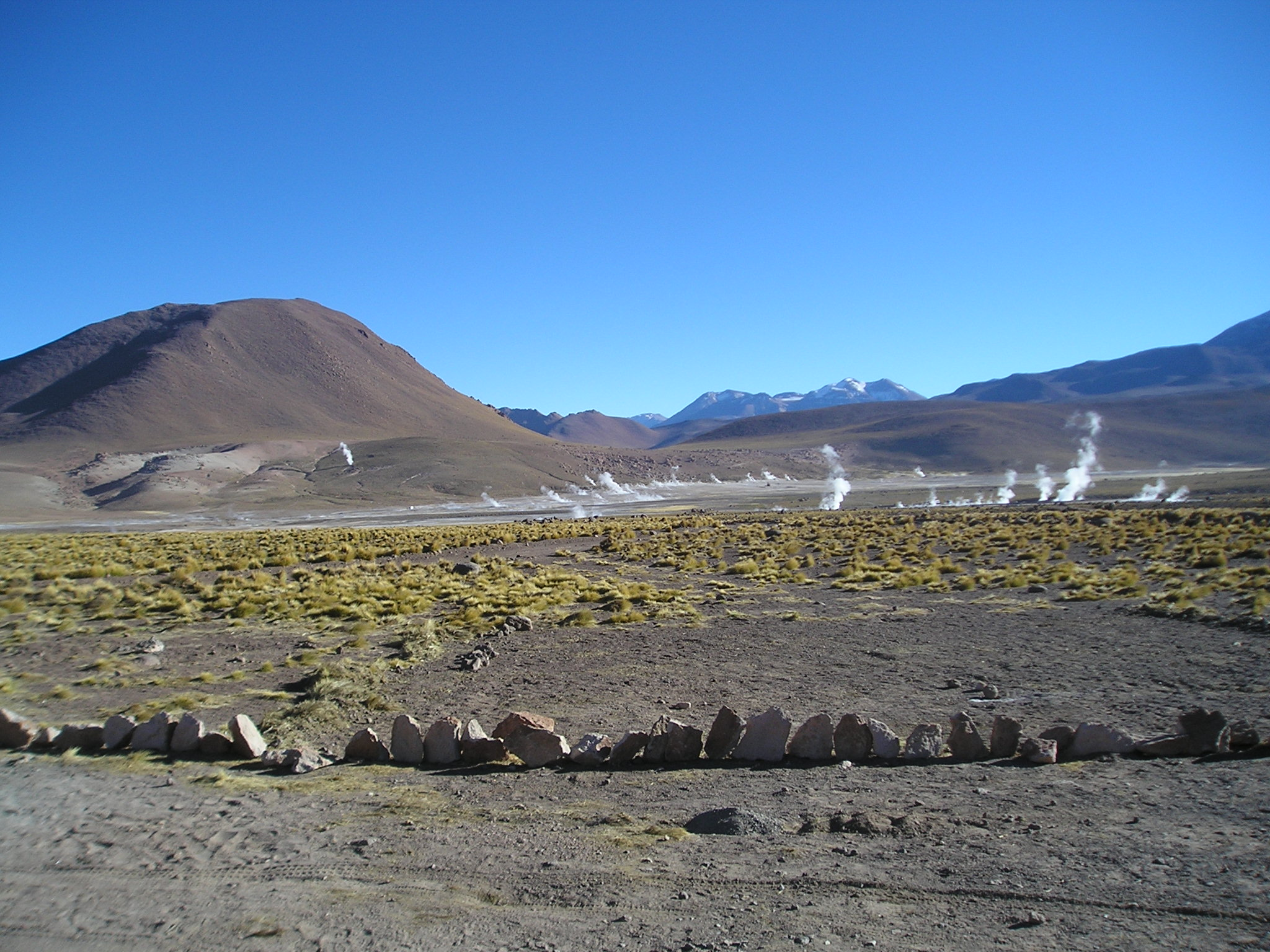
Linzor visto desde El Tatio